# Нильсен, Клаус Пуггор
Клаус Пуггор Нильсен (дат. Klaus Puggård Nielsen, род. 4 сентября 1976) — датский профессиональный велогонщик, двукратный призёр Чемпионата Дании по велокроссу, спортивный директор команды Willing Able Racing.

## Карьера
Кульминацией его карьеры стало 4-е место на чемпионате мира по велокроссу 1998 года среди гонщиков до 23 лет, который выиграл Свен Нис.

### Достижения

#### Велокросс
1993
32-й на чемпионате мира среди юниоров
1995
30-й на чемпионате мира среди юниоров
1996
36-й на Superprestige Diegem
1997
3-й на чемпионате Дании
42-й на чемпионате мира, U23
39-й на этапе Кубка мира в Сольбьяте-Олона
10-й на Frankfurter Rad-Cross
5-й на Grand Prix Assurances de Axa Kayl
1998
Кубок мира:
30-й на этапе в Поншато
24-й на этапе в Херлене
2-й на чемпионате Дании
4-й на чемпионате мира, U23
1999
Кубок мира:
47-й на этапе в Зеддаме
40-й на этапе в Калмтхауте
2000
41-й на этапе Кубка мира в Зеддаме
3-й на чемпионате Дании

## Личная жизнь
У Клауса Нильсена есть дочь, Милле Фольдагер Нильсен, которая также занимается велоспортом на профессиональном уровне.